# Sas Ármin
Sas Ármin, 1898-ig Schatz Ábrahám (Esztergom, 1861. április 23. – Budapest, Erzsébetváros, 1903. május 5.) mészáros iparos, lapszerkesztő.

## Életútja
Schatz Jóel Ezékiel (Ferenc) és Grossmann Johanna fiaként született. Atyja szappanos volt. A magán kereskedelmi iskolának befejezte után szülei kereskedőnek adták; azonban 15 éves korában Kleiner József mészáros-iparoshoz ment tanulni. 1881-ben a 11. huszárezredbe vonult, ahol három évet töltött. Katonáskodása után Szegedre került, ahol kitanulta a hentességet; háromnegyed év múlva Pestre ment, ahol 1893-ig mint segéd működött. 1888-ban a Budapesti Mészárossegédek Szakegyletének elnöke lett. Nagyobb utazást tett 1896–98-ban Németországban, Belgiumban, Svájcban, Dániában, Franciaországban és Angliában, hogy tapasztalatait gyarapítsa. 1899-ben a magdeburgi nemzetközi kiállításon a koronás arany éremmel tüntették ki. Halálát agyhártyalob okozta. Felesége Sztik Mária volt.
Alapította és szerkesztette a Mészárosok és Hentesek Lapját 1893-tól haláláig. (Mészáros Sándorral együtt).

## Munkája
- Jelentés a budapesti mészáros-ipartestület küldötteinek németországi tanulmányútjáról. Budapest, 1898. (Fritz Jánossal együtt).